# وربة
جزيرة وربة هي جزيرة كويتية تقع في شمال الكويت قبالة السواحل العراقية حيث تبعد مسافة كيلومتر واحد عن الساحل العراقي.
تقع هذه الجزيرة الصغيرة في أقصى الشمال الشرقي من الكويت ويبلغ طولها حوالي 12.5 كم وعرضها 3.5 كم وإجمالي مساحتها 37 كم، وهي آخر جزيرة تابعة للكويت من جهة الشمال، وتربتها رملية وسواحلها طينية منخفضة وهي جزيرة خالية من السكان.

## أصل التسمية
يقول الباحث خالد سالم محمد سميت جزيرة وربة بهذا الاسم في الغالب نظرا لشكلها المنخفض والمائل. تقال في العامية الكويتية: القماش أو 'الخام' فيه 'ورب' إذا كان في إحدى زواياه ميلانا قليلا. هذا ما ذكره قبلنا الأستاذ الباحث فرحان عبدالله الفرحان في تفسيره لأصل تسميتها، إذ يقول: جزيرة وربة ملاصقة لجزيرة بوبيان من الناحية الشمالية، والكويتيون لم يتركوا مسميات غير عربية، لهذا أعطوها الاسم العربي الفصيحِ ويضيف: عندما تشتري قماشا من بائع الأقشمة وعندما تجد في هذا القماش ميلانا في زاوية قليلة فتقول: القماش فيه ورب، وهذا ينطبق على جزيرتنا هذه ففيها ميلان.
وفي لسان العرب: 'الوربة: الحفرة التي أسفل يعني الخاصرةِ .
وفي القاموس المحيط: الورب: المسترخي من السحاب.
وفي التاج: والورب: ما بين الضلعين.
ويقول الباحث خالد : وبما أن جزيرة وربة مائلة ومنخفضة بالنسبة لجزيرة بوبيان وكأنها مسترخية في إحدى زوايا أضلعها فقد جاءت تسميتها من هذا المعنى.

## جغرافية الجزيرة
جزيرة وربة مثلثة الشكل تقريبا، يحيط بها من جهة الجنوب الشرقي خور عبدالله، ومن الجنوب خور الصبية، كما يفصلها عن الحدود العراقية خور شيطانة وهو مجرى مائي ضيق بين الكويت والعراق، وتقع الجزيرة بين دائرتي عرض 29 درجة و 56 دقيقة و 30 درجة شمالا وخطي طول 48 درجة ودقيقة و 48 درجة و 9 دقائق. يبلغ أقصى ارتفاع للجزيرة عن سطح البحر نحو عشرة أقدام، ويميل البحر إلى العمق عند طرفها الجنوبي الغربي الذي تتجه فيه أرضها إلى الانحدار قليلا. تحيط بسواحلها رواسب طينية من جراء تأثير طمي شط العرب لذا تكون المياه القريبة منها مليئة بالغرين، كما تخلو شواطئها من الشعاب المرجانية.

## الحياة الفطرية
تعيش في الجزيرة بعض الأنواع من الطيور المائية مثل: النورس وغراب البحر الأسود، وطائر مالك الحزين وهو من الطيور التي توجد عند المسطحات والسواحل الطينية معظم أيام السنة، بالإضافة إلى بعض الطيور البرية التي تؤم الجزيرة في فصلي الربيع والصيف.

أما الحيوانات البحرية التي توجد عند سواحلها الطينية فهي: الحيوان البرمائي المسمى: 'نطاط الوحل' ونطلق عليه في الكويت 'بوشلمبو' ويرى بكثرة على الشريط الساحلي والمسطحات الطينية، وفي أحيان كثيرة يخرج إلى اليابسة عندما تنحسر مياه البحر.

## النشاط البشري
لم يتخذ صيادو السمك من سواحلها مكانا دائما ومستقرا لوضع 'الحضور' أو اقامة الشباك الثابتة مثل 'الطاروف' أو 'الشرخ' لأن شواطئها طينية رخوة وتغمر معظمها مياه البحر في حالة المد العالي، إنما كان يقصدها بعض الصيادين ويقيمون فيها لفترة من الزمن خاصة في فصلي الربيع والصيف، أما في الوقت الحاضر فهي خالية من السكان إلا من بعض الأفراد من القوات المسلحة التي تقوم على حراستها.

## النزاع السياسي
تشرف الجزيرة على خور عبدالله وخور شيطانة اللذين يتحكمان في الملاحة بين مياه الخليج العربي وخور الزبير المؤدي إلى ميناء أم قصر العراقي، ونظراً لهذا الموقع الاستراتيجي طالب العراق بسيادته على كل من جزيرتي وربة وبوبيان، وكنتيجة لهذه المطالبات حاول العراق الاستيلاء على جزر الكويت الشمالية مرارا وتكرارا لتوسيع مداخله على مياه الخليج العربي، ومن هذه المحاولات حادثة الصامتة التي حدثت في عام 1973 حيث قام العراق باجتياح مركز الصامتة الحدودي الكويتي محاولاً الاستيلاء على المنطقة الحدودية الشمالية المحتوية على جزيرتي وربة وبوبيان بالإضافة إلى حقل الرتقة النفطي أو كما يسمى بالعراق بحقل الرميلة، ومنها أيضا توسيع المداخل على مياه الخليج من أجل بناء موانئ أكبر وفي مياه عميقة حتى تصل إليها بارجات النقل الكبرى بعكس الموانئ العراقية المتواجدة على مياه ضحلة. وفي محاولة ثانية في عام 1975 كرر العراق مطالبته بالجزيرتين وحقه في احتلالهما أو استئجارهما وذلك لحماية قواعد العراق البحرية في ميناء أم قصر. وتعتبر المحاولة الثالثة هي احتلال العراق لدولة الكويت عام 1990 حيث أنها ضمت كل من جزيرتي وربة وبوبيان وحقل الرتقة الكويتي مباشرة إلى محافظة البصرة العراقية وذلك يؤكد أهمية واستراتيجية هاتين الجزيرتين لكل من الدولتين.